# Фракция «Единой России» в Государственной думе VIII созыва
Фракция «Единой России» в Государственной думе восьмого созыва — депутатское объединение партии «Единая Россия» в Государственной думе 2021—2026 гг. На выборах 17-19 сентября 2021 года партия «Единая Россия» получила в общей сложности 326 депутатских мандатов, из них: 126 — по федеральным спискам и 198 — по одномандатным округам, а также ещё двое шли как самовыдвиженцы (Владислав Резник и Леонид Бабашов) набрав в итоге 72 % депутатских мандатов и сохранив конституционное большинство в Государственной думе. По состоянию на декабрь 2024 года во фракции состоит 321 депутат (Евгений Марченко был исключён из партии и фракции, четверо депутатов сложили полномочия в период с 3 июля по 11 декабря 2024 года в связи с назначениями в органы исполнительной власти).
Из 32 комитетов и 7 комиссий Государственной думы члены «Единой России» возглавили 17 комитетов и 6 комиссий. Председатели комитетов выделены в списке ниже полужирным начертанием.

## Руководство Государственной думой
- Председатель Государственной думы — Володин, Вячеслав Викторович
- Первый заместитель Председателя ГД — Жуков, Александр Дмитриевич
- Заместитель Председателя ГД — Гордеев, Алексей Васильевич
- Заместитель Председателя ГД — Кара-оол, Шолбан Валерьевич
- Заместитель Председателя ГД — Кузнецова, Анна Юрьевна
- Заместитель Председателя ГД — Абрамченко, Виктория Валериевна[9]
- Заместитель Председателя ГД — Толстой, Пётр Олегович
- Заместитель Председателя ГД — Яровая, Ирина Анатольевна

Из одиннадцати заместителей председателя Госдумы семеро — члены «Единой России».

## Руководство фракции
- Руководитель фракции — Васильев, Владимир Абдуалиевич
- Первый заместитель руководителя — Вяткин, Дмитрий Фёдорович
- Первый заместитель руководителя — Макаров, Вячеслав Серафимович
- Руководитель внутрифракционной группы — заместитель руководителя — Борисов, Александр Александрович
- Руководитель внутрифракционной группы — заместитель руководителя — Иванов, Владимир Валерьевич
- Руководитель внутрифракционной группы — заместитель руководителя — Квитка, Иван Иванович
- Руководитель внутрифракционной группы — заместитель руководителя — Селиверстов, Виктор Валентинович
- Руководитель внутрифракционной группы — заместитель руководителя — Шхагошев, Адальби Люлевич
- Заместитель руководителя — Исаев, Андрей Константинович
- Заместитель руководителя — Ревенко, Евгений Васильевич
- Заместитель руководителя — Морозов, Сергей Иванович

## Список депутатов

### Группа Борисова А. А.
1. Аиткулова, Эльвира Ринатовна
2. Аникеев, Андрей Анатольевич
3. Антропенко, Игорь Александрович
4. Аршинова, Алёна Игоревна
5. Аюпов, Ринат Зайдулаевич
6. Басанский, Антон Александрович
7. Бахарев, Константин Михайлович
8. Борисов, Александр Александрович
9. Бородай, Александр Юрьевич
10. Боярский, Сергей Михайлович[10]
11. Будуев, Николай Робертович
12. Вольфсон, Илья Светославович
13. Воробьёв, Андрей Викторович
14. Вторыгина, Елена Андреевна
15. Выборный, Анатолий Борисович
16. Гончаров, Николай Александрович
17. Дроздов, Александр Сергеевич
18. Езубов, Алексей Петрович
19. Жуков, Александр Дмитриевич
20. Занко, Ольга Николаевна
21. Иванинский, Олег Иванович
22. Ильиных, Владимир Алексеевич
23. Кавинов, Артём Александрович
24. Кобылкин, Дмитрий Николаевич
25. Козловский, Александр Николаевич
26. Колесник, Андрей Иванович
27. Коробова, Ольга Владимировна
28. Крашенинников, Павел Владимирович
29. Кусайко, Татьяна Алексеевна
30. Ларионова, Татьяна Петровна
31. Лебедев, Евгений Викторович
32. Любарский, Роман Валерьевич
33. Майданов, Денис Васильевич
34. Макаров, Вячеслав Серафимович
35. Макиев, Зураб Гайозович
36. Марданшин, Рафаэль Мирхатимович
37. Морозов, Сергей Иванович
38. Новиков, Владимир Михайлович
39. Орлова, Наталья Алексеевна
40. Панков, Николай Васильевич
41. Пахомов, Сергей Александрович
42. Петров, Александр Петрович
43. Пивненко, Валентина Николаевна
44. Пилипенко, Ольга Васильевна
45. Пинский, Виктор Витальевич
46. Полякова, Алла Викторовна
47. Пономарёв, Аркадий Николаевич
48. Романенко, Роман Юрьевич
49. Салаева, Алла Леонидовна
50. Саралиев, Шамсаил Юнусович
51. Сидякин, Александр Геннадьевич
52. Соловьёв, Сергей Анатольевич
53. Старшинов, Михаил Евгеньевич
54. Стрелюхин, Александр Михайлович
55. Таймазов, Артур Борисович
56. Терюшков, Роман Игоревич
57. Хамзаев, Бийсултан Султанбиевич
58. Цед, Николай Григорьевич
59. Шаманов, Владимир Анатольевич
60. Шеремет, Михаил Сергеевич
61. Шипулин, Антон Владимирович
62. Щербаков, Александр Владимирович
63. Якубовский, Александр Владимирович

### Группа Иванова В. В.
1. Баженов, Тимофей Тимофеевич
2. Байгускаров, Зариф Закирович
3. Бахметьев, Виталий Викторович
4. Бессарабов, Даниил Владимирович
5. Богуславский, Ирек Борисович
6. Брыкин, Николай Гаврилович
7. Валуев, Николай Сергеевич
8. Васильев, Владимир Абдуалиевич
9. Веремеенко, Сергей Алексеевич
10. Власова, Вероника Валериевна
11. Волоцков, Алексей Анатольевич
12. Вороновский, Анатолий Владимирович
13. Вяткин, Дмитрий Фёдорович
14. Гасанов, Джамаладин Набиевич
15. Гильмутдинов, Динар Загитович
16. Гладких, Борис Михайлович
17. Говырин, Алексей Борисович
18. Гордеев, Алексей Васильевич
19. Дамдинцурунов, Вячеслав Анатольевич
20. Данчикова, Галина Иннокентьевна
21. Дерябкин, Виктор Ефимович
22. Иванов, Владимир Валерьевич
23. Иванов, Максим Анатольевич
24. Ивенских, Ирина Валентиновна
25. Ильтяков, Александр Владимирович
26. Казакова, Ольга Михайловна
27. Кара-оол, Шолбан Валерьевич
28. Кирьянов, Артём Юрьевич
29. Кисляков, Михаил Леонидович
30. Колунов, Сергей Владимирович
31. Кузьмин, Михаил Владимирович
32. Ламейкин, Дмитрий Викторович
33. Матыцин, Олег Васильевич[9]
34. Метшин, Айдар Раисович
35. Николаева, Виктория Викторовна
36. Огуль, Леонид Анатольевич
37. Оргеева, Марина Эдуардовна
38. Панькина, Ирина Александровна
39. Разворотнева, Светлана Викторовна
40. Резник, Владислав Матусович
41. Роднина, Ирина Константиновна
42. Румянцев, Никита Геннадьевич
43. Саблин, Дмитрий Вадимович
44. Савченко, Олег Владимирович
45. Саранова, Юлия Владимировна
46. Скоч, Андрей Владимирович
47. Смирнов, Виктор Владимирович
48. Солодовников, Иван Александрович
49. Станкевич, Юрий Аркадьевич
50. Терентьев, Михаил Борисович
51. Толмачёв, Александр Романович
52. Топилин, Максим Анатольевич
53. Третьяк, Владислав Александрович
54. Туров, Артём Викторович
55. Тутова, Лариса Николаевна
56. Фролова, Тамара Ивановна
57. Чаплин, Никита Юрьевич
58. Чижов, Сергей Викторович
59. Школкина, Надежда Васильевна
60. Шолохов, Александр Михайлович
61. Щеглов, Николай Михайлович

### Группа Квитки И. И.
1. Абакаров, Хизри Магомедович
2. Агаев, Бекхан Вахаевич
3. Азимов, Рахим Азизбоевич
4. Артамонова, Валентина Николаевна
5. Аршба, Отари Ионович
6. Башанкаев, Бадма Николаевич[11][12]
7. Белых, Ирина Викторовна[9]
8. Бидонько, Сергей Юрьевич
9. Бичаев, Артём Александрович
10. Булавинов, Вадим Евгеньевич
11. Бутина, Мария Валерьевна
12. Валеев, Эрнест Абдулович
13. Валенчук, Олег Дорианович
14. Веллер, Алексей Борисович
15. Гаджиев, Руслан Гаджиевич
16. Гарин, Олег Владимирович
17. Геккиев, Заур Далхатович
18. Голиков, Олег Александрович
19. Гурулёв, Андрей Викторович
20. Гутенёв, Владимир Владимирович
21. Дзюба, Виктор Викторович
22. Димов, Олег Дмитриевич
23. Дорошенко, Андрей Николаевич
24. Дьяконова, Татьяна Ивановна
25. Журова, Светлана Сергеевна
26. Исаев, Андрей Константинович
27. Каденков, Дмитрий Михайлович
28. Канаев, Алексей Валерианович
29. Карлов, Георгий Александрович
30. Квитка, Иван Иванович
31. Коткин, Сергей Николаевич
32. Красноштанов, Антон Алексеевич
33. Кривоносов, Сергей Владимирович
34. Лечхаджиев, Руслан Абдулвахиевич
35. Лисовский, Сергей Фёдорович
36. Логинов, Вячеслав Юрьевич
37. Метелев, Артём Павлович
38. Милонов, Виталий Валентинович
39. Никонов, Вячеслав Алексеевич
40. Нурбагандов, Нурбаганд Магомедович
41. Нуриев, Марат Абдулхаевич
42. Панин, Геннадий Олегович
43. Полуянова, Наталия Владимировна
44. Поляков, Александр Алексеевич
45. Руденский, Игорь Николаевич
46. Рябцева, Жанна Анатольевна
47. Самокиш, Владимир Игоревич
48. Самокутяев, Александр Михайлович
49. Сенин, Владимир Борисович
50. Симигин, Павел Владимирович
51. Ситников, Алексей Владимирович
52. Тарасенко, Михаил Васильевич
53. Татриев, Муслим Барисович
54. Тетердинко, Александр Павлович
55. Фадина, Оксана Николаевна
56. Фёдоров, Евгений Алексеевич
57. Федяев, Павел Михайлович
58. Цунаева, Елена Моисеевна
59. Швыткин, Юрий Николаевич
60. Шубин, Игорь Николаевич
61. Яровая, Ирина Анатольевна
62. Яхнюк, Сергей Васильевич

### Группа Селиверстова В. В.
1. Абрамченко, Виктория Валериевна
2. Алтухов, Сергей Викторович
3. Ануфриева, Ольга Николаевна
4. Бабашов, Леонид Иванович
5. Белик, Дмитрий Анатольевич
6. Бурлаков, Сергей Владимирович
7. Водолацкий, Виктор Петрович
8. Гаджиев, Абдулхаким Кутбудинович
9. Гаджиев, Мурад Станиславович
10. Германова, Ольга Михайловна
11. Гетта, Антон Александрович
12. Гильмутдинов, Ильдар Ирекович
13. Делимханов, Адам Султанович
14. Демченко, Иван Иванович
15. Догаев, Ахмед Шамханович
16. Дрожжина, Юлия Николаевна
17. Заварзин, Виктор Михайлович
18. Игошин, Игорь Николаевич
19. Исламов, Дмитрий Викторович
20. Казаков, Виктор Алексеевич
21. Кармазина, Раиса Васильевна
22. Карпов, Анатолий Евгеньевич
23. Картаполов, Андрей Валериевич
24. Качкаев, Павел Рюрикович
25. Кидяев, Виктор Борисович
26. Кизеев, Михаил Владимирович
27. Кононов, Владимир Михайлович
28. Костенко, Наталья Васильевна
29. Кравченко, Денис Борисович
30. Красов, Андрей Леонидович
31. Лесун, Анатолий Фёдорович
32. Лихачёв, Виталий Викторович
33. Лоцманов, Дмитрий Николаевич
34. Макаров, Андрей Михайлович
35. Максимов, Александр Александрович
36. Морозов, Олег Викторович
37. Москвичев, Евгений Сергеевич
38. Муцоев, Зелимхан Аликоевич
39. Назарова, Наталья Васильевна
40. Неверов, Сергей Иванович
41. Немкин, Антон Игоревич
42. Николаев, Николай Петрович
43. Нифантьев, Евгений Олегович
44. Петров, Вячеслав Анатольевич
45. Петров, Сергей Валериевич
46. Петров, Юрий Александрович
47. Пирог, Дмитрий Юрьевич
48. Птицын, Роман Викторович
49. Ревенко, Евгений Васильевич
50. Ресин, Владимир Иосифович
51. Румянцев, Александр Григорьевич
52. Сарыглар, Айдын Николаевич
53. Селиверстов, Виктор Валентинович
54. Симановский, Леонид Яковлевич
55. Скачков, Александр Анатольевич
56. Соломатина, Татьяна Васильевна
57. Терешкова, Валентина Владимировна
58. Ткачёв, Алексей Николаевич
59. Трифонов, Андрей Фёдорович
60. Умаханов, Сайгидпаша Дарбишевич
61. Фаррахов, Айрат Закиевич
62. Фетисов, Вячеслав Александрович
63. Фомичёв, Вячеслав Васильевич
64. Харченко, Екатерина Владимировна
65. Хор, Глеб Яковлевич
66. Чепиков, Сергей Владимирович
67. Ягафаров, Азат Фердинандович

### Группа Шхагошева А. Л.
1. Альшевских, Андрей Геннадьевич
2. Аникеев, Григорий Викторович
3. Барахоев, Бекхан Абдулхамидович
4. Баталова, Рима Акбердиновна
5. Бессараб, Светлана Викторовна
6. Бондаренко, Елена Вениаминовна
7. Буранова, Лариса Николаевна
8. Бурматов, Владимир Владимирович
9. Буцкая, Татьяна Викторовна
10. Василькова, Мария Викторовна
11. Водянов, Роман Михайлович
12. Володин, Вячеслав Викторович
13. Гимбатов, Андрей Петрович
14. Горелкин, Антон Вадимович
15. Горохов, Андрей Юрьевич
16. Долуда, Николай Александрович
17. Евтюхова, Елена Александровна
18. Ефимов, Виталий Борисович
19. Завальный, Павел Николаевич[13]
20. Затулин, Константин Фёдорович
21. Захаров, Константин Юрьевич
22. Иванов, Максим Евгеньевич
23. Ивлев, Леонид Григорьевич
24. Игнатов, Виктор Александрович
25. Калимуллин, Рустам Галиуллович
26. Киселёв, Михаил Сергеевич
27. Ковпак, Лев Игоревич
28. Коган, Александр Борисович
29. Когогина, Альфия Гумаровна
30. Колесников, Олег Алексеевич
31. Кузнецов, Эдуард Анатольевич
32. Кузнецова, Анна Юрьевна
33. Курбанов, Ризван Даниялович
34. Лавриненко, Алексей Фёдорович
35. Лобач, Татьяна Георгиевна
36. Лоор, Иван Иванович
37. Мажуга, Александр Георгиевич
38. Марков, Андрей Павлович
39. Матвейчев, Олег Анатольевич
40. Оглоблина, Юлия Васильевна
41. Павлов, Владимир Викторович
42. Пискарёв, Василий Иванович
43. Плотников, Владимир Николаевич
44. Погорелый, Дмитрий Викторович
45. Попов, Евгений Георгиевич
46. Родина, Виктория Сергеевна
47. Романов, Михаил Валентинович
48. Савельев, Дмитрий Иванович
49. Скляр, Геннадий Иванович
50. Скриванов, Дмитрий Станиславович
51. Скруг, Валерий Степанович
52. Спиридонов, Александр Юрьевич
53. Стенякина, Екатерина Петровна
54. Тен, Сергей Юрьевич
55. Тимофеева, Ольга Викторовна
56. Толстой, Пётр Олегович
57. Утяшева, Римма Амировна
58. Хасанов, Мурат Русланович
59. Шувалов, Вадим Николаевич
60. Шульгинов, Николай Григорьевич[9]
61. Шхагошев, Адальби Люлевич

### Вне групп
1. Парфёнов, Андрей Борисович
2. Узденов, Солтан Джашарбекович
3. Нестеренко, Юрий Юрьевич
4. Ерёмин, Сергей Васильевич
5. Аверов, Дмитрий Львович
6. Иванов, Анатолий Петрович
7. Каптелинина, Наталья Олеговна

## Бывшие члены
1. Баталина, Ольга Юрьевна — сдала мандат 14 октября 2021 года в связи с назначением первым заместителем министра труда и социальной защиты. 27 октября 2021 года мандат передан Анатолию Карпову.
2. Авдеев, Александр Александрович — сдал мандат 14 октября 2021 года в связи с назначением врио губернатора Владимирской области. 27 октября 2021 года мандат передан Юрию Петрову.
3. Марченко, Евгений Евгеньевич — исключён из партии и фракции 2 и 8 ноября 2021 года соответственно, но сохранил мандат как внефракционный депутат.
4. Черняк, Алексей Юрьевич — сдал мандат 13 сентября 2022 года[14]. Мандат получил Юрий Нестеренко по итогам досрочных выборов в Государственную думу (ЕДГ-2023) по одномандатному округу № 19.
5. Петрунин, Николай Юрьевич — умер 12 октября 2022 года. 2 ноября 2022 года мандат передан Андрею Парфёнову.
6. Борцов, Николай Иванович — умер 23 апреля 2023 года[15]. Мандат получил Дмитрий Аверов по итогам досрочных выборов в Государственную думу (ЕДГ-2023) по одномандатному округу № 114.
7. Узденов, Джашарбек Борисович — умер 23 апреля 2023 года[15]. Мандат получил его сын Солтан по итогам досрочных выборов в Государственную думу (ЕДГ-2023) по одномандатному округу № 16.
8. Зубарев, Виктор Владиславович — умер 31 мая 2023 года[16]. Мандат получил Сергей Ерёмин по итогам досрочных выборов в Государственную думу (ЕДГ-2023) по одномандатному округу № 56.
9. Кастюкевич, Игорь Юрьевич — сдал мандат 15 сентября 2023 года. 26 сентября 2023 года мандат передан Александру Сидякину.
10. Сокол, Сергей Михайлович — сдал мандат 15 сентября 2023 года[17]. Мандат получил поддержанный партиями «Единая Россия» и КПРФ самовыдвиженец[18] Николай Шульгинов по итогам досрочных выборов в Государственную думу (ЕДГ-2024) по одномандатному округу № 35. 17 сентября 2024 года вошёл в состав фракции[9].
11. Ямпольская, Елена Александровна — сдала мандат 21 мая 2024 года в связи с назначением советником Президента. 5 июня 2024 года мандат передан Анатолию Иванову[19].
12. Кушнарёв, Виталий Васильевич — сдал мандат 28 мая 2024 года[20]. Мандат получила Виктория Абрамченко по итогам досрочных выборов в Государственную думу (ЕДГ-2024) по одномандатному округу № 152.
13. Алексеенко, Николай Николаевич — сдал мандат 28 мая 2024 года[20]. Мандат получил Олег Матыцин по итогам досрочных выборов в Государственную думу (ЕДГ-2024) по одномандатному округу № 78.
14. Чилингаров, Артур Николаевич — умер 1 июня 2024 года[21]. 26 июня 2024 года мандат передан Наталье Каптелининой[22].
15. Прокопьев, Александр Сергеевич — сдал мандат 3 июля 2024 года в связи с назначением заместителем председателя правительства Республики Алтай и министром экономического развития. В связи с избранием по одномандатному округу № 41, по нему должны состояться досрочные выборы в 2025 году[4].
16. Хубезов, Дмитрий Анатольевич — сдал мандат 15 октября 2024 года в связи с назначением заместителем председателя правительства Республики Алтай и министром здравоохранения[5]. В связи с избранием по одномандатному округу № 157, по нему должны состояться досрочные выборы в 2025 году.
17. Первышов, Евгений Алексеевич — сдал мандат 12 ноября 2024 года в связи с назначением временно исполняющим обязанности главы Тамбовской области[6]. В связи с избранием по одномандатному округу № 46, по нему должны состояться досрочные выборы в 2025 году.
18. Хинштейн, Александр Евсеевич — сдал мандат 11 декабря 2024 года в связи с назначением временно исполняющим обязанности губернатора Курской области[7]. В связи с избранием по одномандатному округу № 158, по нему должны состояться досрочные выборы в 2025 году.